# 青年路街道 (唐山市)
青年路街道，原名胥各庄街道，是中华人民共和国河北省唐山市丰南区下辖的一个乡镇级行政单位。
2020年6月24日上午，丰南镇举行揭牌仪式，胥各庄街道更名为青年路街道。

## 行政区划
青年路街道下辖以下地区：
河头社区、滨河社区、新兴社区、路南社区、东兴社区、建设楼社区、曙光社区、新华社区、金都花园社区、物资村社区、银城花园社区、金惠社区、银丰家园社区和御景花园社区。